# (48443) 1990 HY5
(48443) 1990 HY5 – planetoida z pasa głównego asteroid okrążająca Słońce w ciągu 3 lat i 263 dni w średniej odległości 2,4 j.a. Została odkryta 29 kwietnia 1990 roku w Obserwatorium Siding Spring przez Michaela Irwina i Annę Żytkow. Nazwa planetoidy jest oznaczeniem tymczasowym.